# Shinano no Kuni
"Shinano no Kuni" (信濃の国) es la canción de la prefectura de Nagano, Japón. Gracias a su popularidad en espacios públicos como estaciones de tren y programas de televisión, más de la mitad de los adultos criados en la prefectura pueden cantar al menos una de sus estrofas. La canción se tocó durante la ceremonia de apertura de los Juegos Olímpicos de Invierno de 1998 para acompañar el Desfile de las Naciones.
La canción se creó en 1900 y fue designada oficialmente como canción de la prefectura de Nagano el 20 de mayo de 1968. La letra fue escrita por Asai Retsu, y la música fue compuesta por Kitamura Sueharu. Consta de un total de seis estrofas.

## Letra
信濃の国は十州に
境連ぬる国にして
聳ゆる山はいや高く
流るる川はいや遠し
松本伊那佐久善光寺
四つの平は肥沃の地
海こそなけれ物さわに
万ず足らわぬ事ぞなき
四方に聳ゆる山々は
御嶽乗鞍駒ヶ岳
浅間は殊に活火山
いずれも国の鎮めなり
流れ淀まずゆく水は
北に犀川千曲川
南に木曽川天竜川
これまた国の固めなり
木曽の谷には真木茂り
諏訪の湖には魚多し
民のかせぎも豊かにて
五穀の実みのらぬ里やある
しかのみならず桑とりて
蚕飼いの業の打ちひらけ
細きよすがも軽からぬ
国の命を繋ぐなり
尋ねまほしき園原や
旅のやどりの寝覚の床
木曽の棧かけし世も
心してゆけ久米路橋
くる人多き筑摩の湯
月の名にたつ姨捨山
しるき名所と風雅士が
詩歌に詠みてぞ伝えたる
旭将軍義仲も
仁科の五郎信盛のも
春台太宰先生も
象山佐久間先生も
皆此国の人にして
文武の誉たぐいなく
山と聳えて世に仰ぎ
川と流れて名は尽ず
吾妻はやとし日本武
嘆き給いし碓氷山
穿つ隧道二十六
夢にも越る汽車の道
みち一筋に学びなば
昔の人にや劣るべき
古来山河の秀でたる
国は偉人のある習い